# Michael Strange

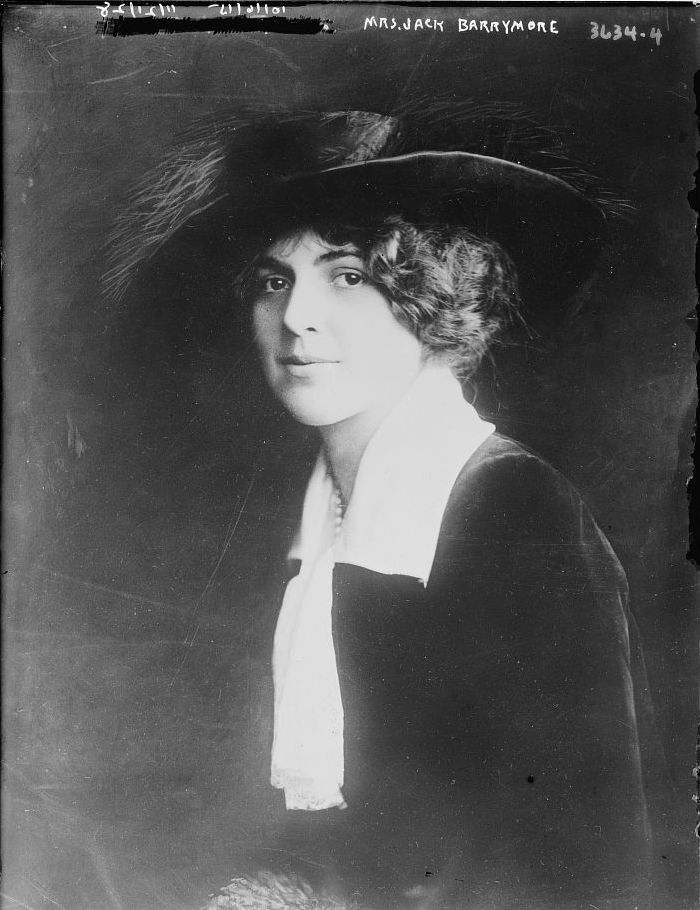
Blanche Oelrichs, po 1910

Michael Strange (właśc. Blanche Marie Louise Oelrichs, ur. 1890, zm. 1950) – amerykańska poetka ukrywająca się pod męskim pseudonimem. Urodziła się 18 października 1890 w Newport w stanie Rhode Island. Była córką Charlesa Maya Oelrichsa (1858-1932) i Blanche DeLoosey Oelrichs (1857-1932). Była trzykrotnie zamężna (z dyplomatą Leonardem M. Thomasem, aktorem Johnem Barrymore’em i adwokatem Harrisonem Tweedem) i miała trójkę dzieci. Z przekonań była feministką. Występowała jako aktorka. Opublikowała kilka tomików, w tym Miscellaneous Poems (1916), Poems (1919) i Resurrecting Life (1921).  Próbowała swoich sił także w dramacie. Wydała sztukę (opartą częściowo na L'Homme qui Rit Wiktora Hugo) Clair de Lune. Dramat został wystawiony w 1921. Wydała również autobiografię Who Tells Me True (1940). Zmarła 5 listopada 1950 w Bostonie. Przyczyną śmierci była białaczka.